# Calpiogna

Calpiogna est une ancienne commune suisse du canton du Tessin, située dans le district de Leventine.
Elle a été incluse le 1er avril 2012 dans la commune de Faido, tout comme les communes de Anzonico, Campello, Cavagnago, Chironico, Mairengo et Osco.

Photo aérienne (1967) de la partie supérieure de la commune (Prodör, étant les mayens de Calpiogna); le village de Calpiogna n'est pa visible